# Fusillade du 4 mai 2023 à Parachinar
La fusillade du 4 mai 2023 à Parachinar est survenue le 4 mai 2023 lorsqu'une fusillade dans une école a eu lieu dans un lycée de Parachinar, dans le district de Kurram, dans le Khyber Pakhtunkhwa, au Pakistan, tuant sept personnes et blessant trois policiers. Plus tôt dans la journée, un enseignant de la même école a été abattu lors d'une autre attaque.

## Fusillade
Pendant les heures de cours, un groupe non identifié d'hommes armés a encerclé l'école secondaire gouvernementale Tari Mangal, où les enseignants de l'école effectuaient des examens et les élèves passaient des examens. Le groupe a ensuite ouvert le feu dans la salle des professeurs du lycée, tuant sept personnes, dont quatre enseignants et deux préposés.
Les victimes appartenaient à la communauté minoritaire chiite du Pakistan, qui est souvent la cible de militants,. La plupart des enseignants étaient de la tribu Turi (en) locale. Les forces de l'ordre ont également été attaquées alors qu'elles répondaient à l'incident, entraînant la blessure de trois policiers.
Plus tôt dans la journée, un enseignant sunnite de la même école a été abattu dans le district de Kurram lors d'une autre attaque. On suppose que la fusillade de masse a peut-être été menée en réponse.

## Conséquences
Une urgence a été déclarée pour tous les établissements de santé du district de Kurram et le conseil de Kohat a reporté les examens pour les élèves de neuvième et dixième année. Les auteurs ont alors fui la zone de l'incident, provoquant une chasse à l'homme.

## Enquête
Les autorités régionales ont fourni des motifs contradictoires pour la fusillade, le ministre en chef de la province déclarant qu'il s'agissait d'un différend foncier, tandis que le commissaire régional a déclaré qu'il était dû à un antagonisme sectaire.

## Réactions
Le ministre en chef par intérim du Khyber Pakhtunkhwa, Mohammad Azam Khan (en), a imputé la fusillade à un conflit foncier. L'officier de police du district d'Upper Kurram, Muhammad Imran, a réagi à l'incident en mettant en œuvre des mesures de sécurité, en fermant la circulation et en entamant des pourparlers avec les chefs tribaux pour ramener les choses à la normale. Shehbaz Sharif, le Premier ministre, et le ministre en chef par intérim du Khyber Pakhtunkhwa ont demandé des rapports sur les attaques, tandis que la ministre de l'Intérieur Rana Sanaullah a tweeté que les responsables subiraient des conséquences.
Le président Arif Alvi et le ministre des Affaires étrangères Bilawal Bhutto Zardari ont demandé que les responsables de l'attaque soient punis. L'ancien président pakistanais Asif Ali Zardari et le haut dirigeant chiite Inayat Hussain Toori ont également condamné l'attaque.
Le 5 mai, des milliers de personnes en deuil ont assisté aux funérailles de masse des victimes et se sont rassemblées contre les meurtres.